# 怯台
怯台（?—?），又作可忒、迄忒、客台，蒙古帝国将领，蒙古兀鲁兀惕部人，术赤台之子。
怯台材武过人，跟随铁木真统一蒙古各部。1206年，蒙古建国，与其父同为千户功臣（蒙古第57位开国功臣）。1211年，跟随成吉思汗南征金朝。1213年，战于怀来（今河北省怀来县东），大败金朝完颜纲、术虎高琪。围攻居庸关北口，契丹人讹鲁不儿等献城投降，于是入关，与攻破南口的哲别会师，乘胜将精兵五千骑围中都。其子端真拔都儿（锻真）于1236年受赐德州五户丝户二万。怯台历事窝阔台、贵由、蒙哥、忽必烈四朝。因功封为德清郡王。至元十八年（1281年）增食邑二万一千户。

## 家族
- 千人隊長 朮赤台（J̌ürčedei）
  - 郡王 怯台（Kehetei，کهتی نویان/Kehtei）
    - 郡王 端真（Temüǰin）
    - 郡王 哈答（Qadaq）
      - 郡王 脱欢（Toγon）
        - 郡王 塔失帖木儿（Taš temür）
          - 郡王 匣剌不花（Qara buqa）

      - 亦隣只班（Irinǰibar）
      - 郡王 慶童（Hingtom）
        - 郡王 也里不花（Yeli buqa）

  - 不只儿（Buǰir，بوجر نویان/Būjir）

## 延伸阅读
[在维基数据编辑]
 《新元史/卷124》，出自柯劭忞《新元史》